# Dave Fergerson
David Anthony Fergerson, detto Dave (Merced, 10 marzo 1978), è un ex cestista statunitense con cittadinanza francese, professionista in Europa.

## Palmarès
- LNA Guard of the Year (2005)